# حزب کارگران دعم
حزب کارگران دعم (به عربی: حزب دعم العمالی، به عبری: דעם מפלגת פועלים‎، Da'am Mifleget Po'alim) یک حزب سیاسی سوسیالیست انقلابی یهودی-عربی در اسرائیل است که عمدتاً با نام کوتاه‌شدهٔ دعم (به عربی: دعم، به عبری: דע"ם‎) شناخته می‌شود. حزب کارگران دعم خواهان انقلاب سیاسی و اجتماعی در دفاع از حقوق کارگران، ملی‌سازی صنایع کلیدی، هم‌زیستی یهودی-عربی و برابری جنسیتی است.

## نام
واژهٔ دعم در زبان عربی ریشه دارد و مخفف معکوس سازمان عمل دموکراتیک (به عربی: منظمة العمل الدیمقراطی) است. این واژه همچنین در زبان عربی معنای حمایت نیز هست.

## تاریخچه
حزب کارگران دعم در سال ۱۹۹۵ در حیفا و در نتیجهٔ فرایند انشعابات در اردوگاه کمونیست‌های اسرائیل تأسیس شد: سازمان مَتسپِن به وسیلهٔ اعضای سابق حزب کمونیست اسرائیل تأسیس شد. در دههٔ ۱۹۷۰ اعضای سابق متسپن به سه سازمان دیگر شکل دادند؛ اولی اتحاد کارگران-پیشرو بود، سپس در سال ۱۹۷۷ اعضای سابق پیشرو درک هانیتزوز (به معنای راه اخگر) را تأسیس کردندد. در سال ۱۹۹۵ نیز اعضای سابق درک هانیتزوز حزب کارگران دعم را بنیانگذاری کردند.
در انتخابات سال ۱۹۹۹ حزب کارگران دعم ۲۱۵۱ رأی معادل با ۰/۰۶ درصد از آرا به دست آورد که بسیار پایین‌تر از حد نصاب انتخاباتی ۱/۵ درصدی لازم برای ورود یک حزب به پارلمان اسرائیل است. در انتخابات پارلمان در سال ۲۰۰۳ این آراء به ۱۹۲۵ رأی کاهش یافت که افت پشتیبانی از حزب را نشان می‌داد، با این وجود درصد آرای حزب به دلیل کاهش مشارکت در انتخابات همان ۰/۰۶ درصد باقی ماند. با این وجود حزب باز هم از حد نصاب عبور نکرد. در انتخابات سال ۲۰۰۶ میزان حمایت از حزب دو برابر شد و به ۳۶۹۲ رأی معادل با ۰/۱۱ درصد رسید. با این وجود با افزایش حد نصاب انتخاباتی به ۲ درصد کسب حتی یک کرسی در کنست برای حزب کارگران دعم دست‌نیافتنی‌تر شد.
در انتخابات سال ۲۰۰۹ حزب باز هم نتوانست به حد نصاب انتخاباتی دست بیابد و هیچ کرسی‌ای به دست نیاورد. در انتخابات سال ۲۰۱۳ نیز ۳۳۷۴ رأی به حزب کارگران دعم داده‌شد و حزب نتوانست هیچ کرسی‌ای در کنست به دست بیاورد. حزب در انتخابات سال ۲۰۱۵ شرکت نکرد. در انتخابات سال ۲۰۱۹ حزب دعم پس از آنکه تصمیم گرفت تا از چارهٔ یک‌کشوری برای حل درگیری اسرائیل و فلسطین بر اساس ملی‌گرایی مدنی به جای تأسیس دولت فلسطینی حمایت کند و به منظور تأکید حمایت‌اش از اکوسوسیالیسم کمپینی را با با شعار اقتصاد سبز - یک کشور به راه انداخت.

## ایدئولوژی
حزب کارگران دعم یک حزب مشترک عربی-یهودی است که بر هویت طبقاتی ورای هویت‌های قومی یا ملی تأکید می‌کند. این حزب به شدت گرایش چپ دارد، از حقوق کارگران (مشخصاً از حقوق کارگران عرب اسرائیلی) حمایت می‌کند، تبعیض را تأیید نمی‌کند و جهان‌بینی انترناسیونالیستی دارد. حزب همچنین تا سال ۲۰۱۸ و قبل از آنکه راهکار یک‌کشوری را بر اساس ملی‌گرایی مدنی مورد حمایت قرار بدهد، از حق مردم فلسطین برای تأسیس دولتی فلسطین بر اساس مرزهای ۱۹۶۷ حمایت می‌کرد. حزب دعم با یکجانبه‌گرایی اسرائیل و اشغال قلمروی فلسطینیان مخالف است. حزب کارگران دعم همچنین با اسلام سیاسی نیز مخالف است.
اعضای حزب در تأسیس مرکز مشورتی کارگران نقش داشتند که ابتکار عملی برای ساختن یک انجمن کارگری مستقل بود.
در انتخابات پارلمان اسرائیل در سال ۲۰۱۵ حزب دعم تنها حزبی در اسرائیل بود که توسط یک زن عرب اهل اسرائیل به اسما اغباریه رهبری می‌شد.
حزب ماهنامهٔ چلنج (Challenge) را به زبان انگلیسی، ماهنامهٔ الصّبار را به زبان عربی و فصلنامهٔ اتگار را به زبان عبری منتشر می‌کند.